# Меттью Конрой
Метт Конрой (англ. Matt Conroy, нар. 1 квітня 2001) — новозеландський футболіст, нападник клубу «Вайтакере Юнайтед».

## Клубна кар'єра
Народився 1 квітня 2001 року. Вихованець футбольної школи клубу «Веллінгтон Фенікс». У 2017—2018 роках виступав за резервну команду «Веллінгтон Фенікс» у чемпіонаті Нової Зеландії, а 2018 року приєднався до складу клубу «Вайтакере Юнайтед». Станом на 20 травня 2019 року відіграв за команду з Вайтакере 9 матчів в національному чемпіонаті.

## Виступи за збірні
2017 року у складі юнацької збірної Нової Зеландії до 17 років взяв участь у юнацькому чемпіонаті Океанії на Таїті, ставши переможцем турніру, а також юнацькому чемпіонаті світу в Індії, де команда не вийшла з групи.
У 2018 році у складі молодіжної збірної Нової Зеландії Конрой взяв участь в молодіжному чемпіонаті Океанії на Таїті. На турнірі він допоміг своїй команді здобути золоті медалі турніру. Цей результат дозволив команді кваліфікуватись на молодіжний чемпіонат світу 2019 року у Польщі, куди поїхав і Меттью. На «мундіалі» відзначився голом у грі проти Гондурасу (5:0).

## Досягнення

### Міжнародні
Нова Зеландія U-17
- Фіналіст юнацького чемпіонату ОФК: 2017

 Нова Зеландія U-19
- Переможець молодіжного чемпіонату ОФК: 2018